# 屏東縣立明正國民中學
屏東縣立明正國民中學，簡稱明正國中、明中、明正，位於屏東縣屏東市，為一所縣立國民中學。

## 校史
- 1946年（民國35年）6月28日創立屏東市立第一初級中學，暫借屏東市中山路空軍宿舍一棟為校舍。
- 1947年（民國36年）九月，與屏東市立初級女子商業職業學校合併，同時遷入該校在北平路之校舍（舊屏東郡役所）。自此男女合校，並分商業科與普通科，惟商業科不再招生，至原有二班學生於1949年（民國38年）秋畢業為止。
- 1950年（民國39年）二月奉令將屏東市立補習學校改為屏東市立第一初級中學附設夜間中級補習學校，至同年七月停辦。同年十月改名為屏東縣立明正初級中學。1952年（民國41年）八月，擇地於大連路，建築新校舍。1953年（民國42年）二月遷入，原校舍移交屏東地方法院使用。此後校舍逐年擴充，班級日漸增加，升學率高。
- 1968年（民國57年）八月改為國民中學。增建三樓教室，1970年（民國59年）九月，為容納學區內小兒麻痺學生，特呈准開辦「堅強班」，雇用保姆，予以特別照護。
- 1975年（民國64年）八月，溫興春校長到任。此外，整修校舍，增建特別教室，美化環境，充實設備，收購預定校地。
- 1982年（民國71年）九月，首開辦舞蹈班，繼廣植草本、綠化環境、修砌花塢、美化校庭、增闢球場、建樑柱、穩撐四面大樓；掛風扇、鋪地磚、嵌鋁門窗、補四樓缺、設圖書室。
- 1991年（民國80年）三月，宋英芳校長到任，徵收新校地1.34公頃，強制拆除自由路側違章建築地上物，完成屏東地區第一年強制拆除的案例；興建體育館、教學大樓，改建學生車棚，舖設中庭及教室走廊地磚，興建環校綠籬等，使校園的美化及教學環境的改善。
- 在教學方面，徹底實施常態編班，班級導師抽籤決定；成立電腦輔助教導中心，實施資訊教育；設置教學播音中心，推展多元化的教學方法，落實五育均衡發展的國民中學教育目標。
- 1995年（民國84年）三月，鍾恩喜校長在歷任校長經營績效的基礎上，積極爭取經費，添建多座排球場、籃球場，改建東側大樓及興建特教大樓，作為屏東縣特教中心。並規劃完成童軍野炊活動場地。
- 1996年（民國85年）屏東縣後備軍人團管區遷出至建國路新址，原址由該校撥用後，為目前完整之校地（5.8公頃）。

## 校園環境

### 校園建築
- 行政大樓
- 特教大樓
- 朝陽樓
- 明德樓
- 懷恩樓
- 力行樓
- 體育館
- 風雨球場
- 網球場
- 排球場
- 合作社
- 炊事場

### 校樹
- 變葉木
- 九重葛
- 大王椰子
- 大葉桃花心木
- 小葉厚殼樹
- 小葉欖仁樹
- 菩提樹

## 歷屆校長
- 兼任李信福 (1946)
- 兼任楊叔蓀 (1946)
- 第一任童文勳 (1946.10)
- 第二任鄭亨觀 (1947.09)
- 第三任鄭聿翹 (1966.09~1975.08)
- 第四任溫興春（1975.08~1982.09）
- 第五任王春聯 (1982.09~1991.03)
- 第六任宋英芳 (1991.03~1995.03)
- 第七任鍾恩喜 (1995.03~2001.01)
- 第八任黃國忠 (2001.01~2003.01)
- 第九任溫文華 (2003.02~2005)
- 第十任陳清山 (2005~2009.01)
- 代理校長：劉滿容(2009.02~2009.06)
- 第十一任王樹輝 (2009.07~2014.01 )
- 代理校長：曾美玲(2014.02~2014.06)
- 第十二任陳寶郎(2014.08~2022.07)
- 第十三任林俊傑（2022.08～)

## 班級
- 七年級：1（舞蹈班）2(體育班) ·3~21（普通班）
- 八年級：1（舞蹈班）2(體育班) ·3~20（普通班）
- 九年級：1（舞蹈班）2(體育班) ·3~20（普通班）

（舞蹈班每班約25人，普通班每班約30人）

## 外部連結
- 屏東縣立明正國民中學網站 （页面存档备份，存于）
- 屏東縣立明正國民中學Facebook
- 屏東縣立明正國民中學教務處Facebook
- 屏東縣立明正國民中學輔導室Facebook
- 屏東縣立明正國民中學體育班Facebook
- 屏東縣立明正國民中學Instagram
- 屏東縣立明正國民中學田徑隊Instagram